# Insurreição de 1969 no Paquistão Oriental

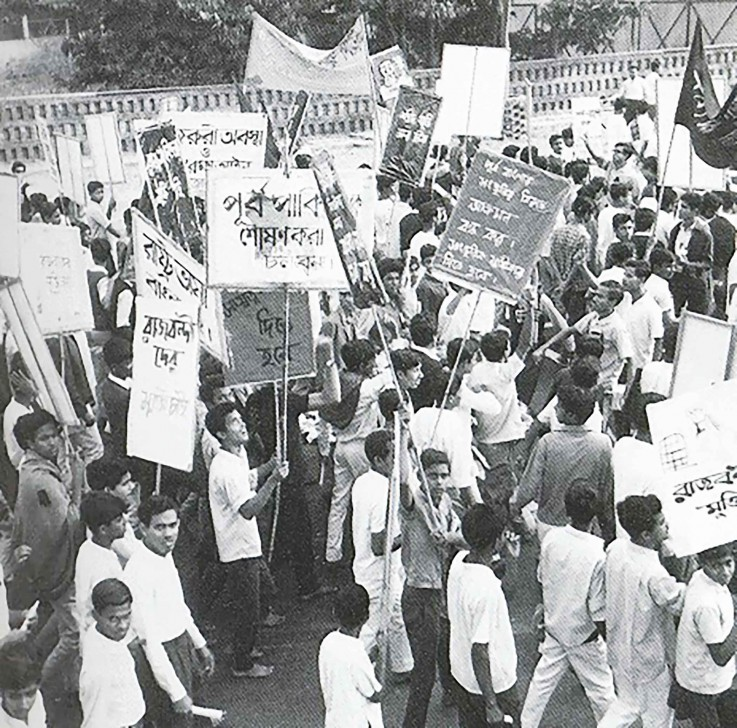
Desfile estudantil no campus da Universidade de Dhaka durante a revolta em massa de 1969.

A insurreição de 1969 no Paquistão Oriental (ঊনসত্তরের গণঅভ্যুত্থান) foi um movimento político democrático no Paquistão Oriental (atual Bangladesh) que ocorreu em 1969. A revolta consistiu em uma série de manifestações em massa e conflitos esporádicos entre as forças armadas governamentais e os manifestantes. Embora os distúrbios começassem em 1966 com o Movimento dos Seis Pontos da Liga Awami, ganhou impulso no início de 1969 e culminou com a renúncia do Marechal de Campo Ayub Khan, o primeiro governante militar do Paquistão. A revolta também levou à retirada do Caso da Conspiração de Agartala e à absolvição de Sheikh Mujibur Rahman e seus colegas do caso. 